# علكمة (الشاهل)

تعديل مصدري - تعديل

علكمة هي إحدى قرى عزلة مديخة بمديرية الشاهل التابعة لمحافظة حجة، بلغ تعداد سكانها 123 نسمة حسب تعداد اليمن لعام 2004.